# Península Stokes
Península Stokes är en halvö i Argentina.   Den ligger i provinsen Santa Cruz, i den södra delen av landet, 1 600 km söder om huvudstaden Buenos Aires.
Omgivningarna runt Península Stokes är i huvudsak ett öppet busklandskap. Trakten runt Península Stokes är nära nog obefolkad, med mindre än två invånare per kvadratkilometer.